# Dorothy Young
Dorothy Young (Otisville, New York, 3 mei 1907 – Tinton Falls, 20 maart 2011) is een Amerikaans entertainer die onder andere actief was als actrice en als assistente van boeienkoning en wereldberoemd goochelaar Harry Houdini.

## Biografie
Young werkte van 1925 tot 1926 voor Houdini. Ze nam ontslag ongeveer twee maanden voor zijn dood. Na Houdini’s dood ging Young acteren. Ze trad onder ander op in het Broadwaystuk Jarnegan (1928–29), Conquest (1933), en New Faces of 1936 (1936). Daarna reisde ze met haar tweede echtgenoot, Gilbert Kiamie, de wereld over als het dansteam "Dorothy and Gilbert".
Young schreef in haar leven twee romans, losjes gebaseerd op haar eigen leven; Diary Without Dates en Dancing on a Dime. Die tweede werd ook verfilmd in 1940 door Universal Studios.
Ze was tot haar overlijden het enige nog levende lid van Houdini’s optredens. In 2005 verscheen Young in de documentaire Houdini: Unlocking the Mystery. Ze stierf uiteindelijk op bijna 104-jarige leeftijd.

## Eerbetoon
In de Drew University van Madison, New Jersey bevindt zich het The Dorothy Young Center for the Arts.